# Macrocyclops albidus
Macrocyclops albidus är en kräftdjursart som först beskrevs av Louis Jurine 1820.
Macrocyclops albidus ingår i släktet Macrocyclops och familjen Cyclopidae. Arten är reproducerande i Sverige. Inga underarter finns listade i Catalogue of Life.

## Bildgalleri

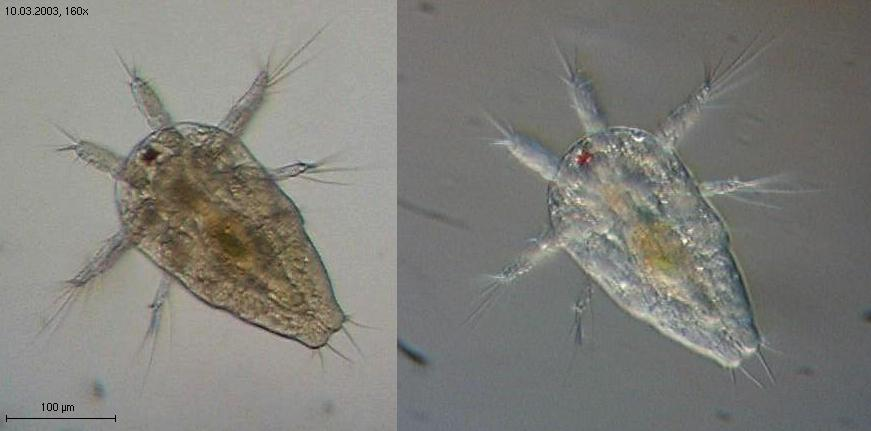
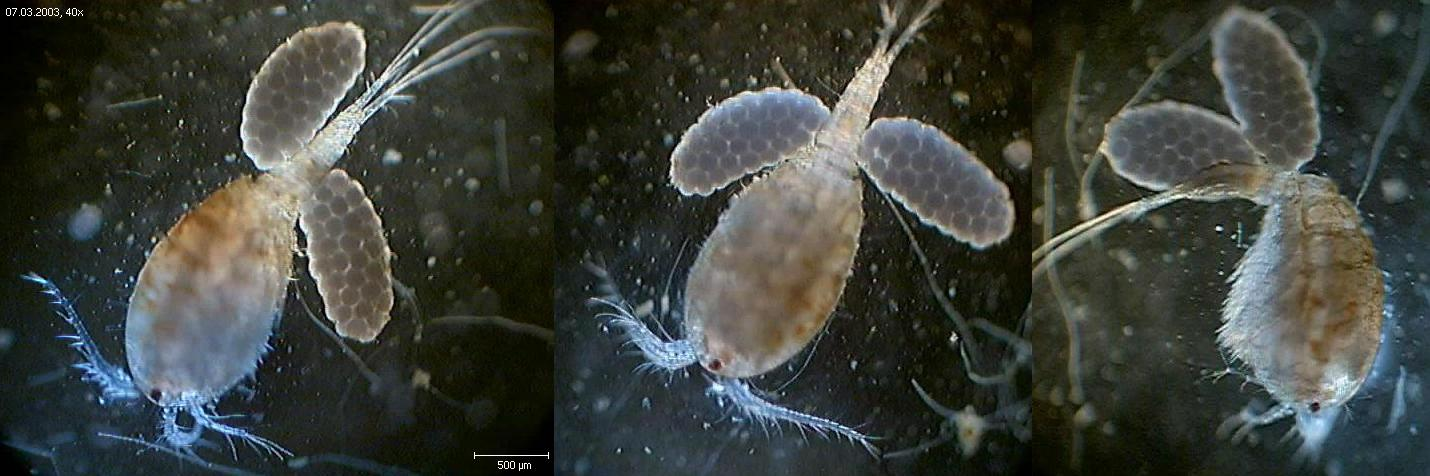